# Live at the Talk of the Town
Live at the Talk of the Town is het enige live-album van Blue Mink. In tegenstelling tot hetgeen je zou verwachten is het geen Greatest Hits album. Op het album staan voornamelijk covers, daarnaast enkele nummers van de groep zelf. Dat zal ook een van de redenen zijn, dan het album tot op heden niet is overgezet naar cd. Did you get it is nog terug te vinden op een van de cd-uitgaven uit 2006.
De hoes geeft, net zoals bij andere livealbums, uit die tijd een nostalgisch beeld; artiesten voor een kleine rij(tje) luidsprekers.

## Bezetting
De bezetting is ietwat onduidelijk. Op de voorkant van de hoes een foto van zeven musici (van de toetsenist zijn alleen de handen te zien). Op de achterkant een foto van zes musici. Het lijkt erop dat Roger Coulam niet heeft meegespeeld op deze opnames en dat Ray Cooper al opgenomen was in de groep.
- Madeline Bell, Roger Cook - zang;
- Alan Parker - gitaar;
- Herbie Flowers - basgitaar;
- Roger Coulam - toetsen (misschien);
- Barry Morgan - drums;
- Ray Cooper - percussie (misschien).

## Titels
- Did you get it (George/Coulam);
- Zoo De Zoo Zong (Cook/Greenaway);
- Morning dew (Dobson/Rose);
- I (who have nothing) (Donida-Mogol/Leiber/Spector);
- Whole lotta love (Page/Plant/Jones/Bonham); inderdaad van Led Zeppelin;
- Count me in (Flowers/Banks);
- Something (Harrison);
- Aisles of White (Flowers);
- Today I killed a man I didn't know (Cook/Greenaway)
- The banner man (Flowers/Cook/Greenaway)
- One smart fellow (Blue Mink) en Proud Mary (Fogerty).

De lp moet omgedraaid worden na Count me in.